# Karim Benounes
Karim Benounes (en arabe : كريم بن وناس), né le 9 février 1984 à Lille, est un footballeur international algérien qui évoluait au poste de milieu de terrain.

## Biographie
Karim Benounes évolue en France, au Danemark, au Qatar, en Algérie, en Chine, en Hongrie, et enfin en Finlande.
Il joue notamment 14 matchs en première division algérienne, inscrivant un but, 21 matchs en première division chinoise, marquant cinq buts, et 20 matchs en première division hongroise, pour six buts.
Il reçoit une sélection en équipe nationale, le 6 juillet 2003, contre le Tchad. Ce match nul et vierge rentre dans le cadre des éliminatoires de la Coupe d'Afrique des nations 2004,,.